# Estisch voetbalelftal in 2003
Het Estisch voetbalelftal speelde in totaal zeventien officiële interlands in het jaar 2003, waaronder zes wedstrijden in de kwalificatiereeks voor de EK-eindronde 2004 in Portugal. De ploeg stond voor het derde opeenvolgende jaar onder leiding van de Nederlandse bondscoach Arno Pijpers, die in het najaar van 2000 was aangesteld door de Estische voetbalbond. Op de FIFA-wereldranglijst zakte Estland in 2003 van de 62ste (januari 2003) naar de 68ste plaats (december 2003).

## Balans
| Wedstrijden | Wedstrijden | Wedstrijden | Wedstrijden | Doelpunten | Doelpunten | Doelpunten | Punten |
| Gespeeld    | Winst       | Gelijk      | Verlies     | Voor       | Tegen      | Saldo      | Punten |
| ----------- | ----------- | ----------- | ----------- | ---------- | ---------- | ---------- | ------ |
| 17          | 4           | 3           | 10          | 12         | 23         | –11        | 0.647  |

## Interlands
|                                                       |                         |       |         |                                                                                  |
| 9 februari Vriendschappelijk № 244 «onderlinge duels» | Ecuador                 | 1 – 0 | Estland | Estadio Modelo, Guayaquil Toeschouwers: 12.000 Scheidsrechter: Pedro Ramos (ECU) |
| 9 februari Vriendschappelijk № 244 «onderlinge duels» | Iván Hurtado 90' (pen.) |       |         | Estadio Modelo, Guayaquil Toeschouwers: 12.000 Scheidsrechter: Pedro Ramos (ECU) |

|                                                        |                                       |       |                          |                                                                                          |
| 12 februari Vriendschappelijk № 245 «onderlinge duels» | Ecuador                               | 2 – 1 | Estland                  | Estadio Olímpico Atahualpa, Quito Toeschouwers: 3.000 Scheidsrechter: Byron Moreno (ECU) |
| 12 februari Vriendschappelijk № 245 «onderlinge duels» | Jhonny Baldeón 24' Jhonny Baldeón 48' |       | 68' Vjatšeslav Zahovaiko | Estadio Olímpico Atahualpa, Quito Toeschouwers: 3.000 Scheidsrechter: Byron Moreno (ECU) |

|                                                        |                |       |         |                                                                                            |
| 16 februari Vriendschappelijk № 246 «onderlinge duels» | China          | 1 – 0 | Estland | Wuhan Sports Center Stadium, Wuhan Toeschouwers: 20.000 Scheidsrechter: Junjie Huang (CHN) |
| 16 februari Vriendschappelijk № 246 «onderlinge duels» | Weifeng Li 67' |       |         | Wuhan Sports Center Stadium, Wuhan Toeschouwers: 20.000 Scheidsrechter: Junjie Huang (CHN) |

|                                                               |                                 |       |                   |                                                                                   |
| 29 maart Vriendschappelijk № 247 «onderlinge duels» 12:00 uur | Estland                         | 2 – 1 | Canada            | A. Le Coq Arena, Tallinn Toeschouwers: 2.500 Scheidsrechter: Martin Hansson (SWE) |
| 29 maart Vriendschappelijk № 247 «onderlinge duels» 12:00 uur | Andres Oper 72' Andres Oper 90' |       | 49' Paul Stalteri | A. Le Coq Arena, Tallinn Toeschouwers: 2.500 Scheidsrechter: Martin Hansson (SWE) |

|                                                            |         |       |           |                                                                                  |
| 2 april EK-kwalificatie № 248 «onderlinge duels» 17:00 uur | Estland | 0 – 0 | Bulgarije | A. Le Coq Arena, Tallinn Toeschouwers: 4.000 Scheidsrechter: Konrad Plautz (AUT) |
| 2 april EK-kwalificatie № 248 «onderlinge duels» 17:00 uur |         |       |           | A. Le Coq Arena, Tallinn Toeschouwers: 4.000 Scheidsrechter: Konrad Plautz (AUT) |

|                                                             |         |                                         |         |                                                                                      |
| 30 april EK-kwalificatie № 249 «onderlinge duels» 17:00 uur | Andorra | 0 – 2                                   | Estland | Estadi Comunal, Andorra la Vella Toeschouwers: 4.000 Scheidsrechter: Ali Aydin (TUR) |
| 30 april EK-kwalificatie № 249 «onderlinge duels» 17:00 uur |         | 26' Indrek Zelinski 74' Indrek Zelinski |         | Estadi Comunal, Andorra la Vella Toeschouwers: 4.000 Scheidsrechter: Ali Aydin (TUR) |

|                                                           |                                    |       |         |                                                                                 |
| 7 juni EK-kwalificatie № 250 «onderlinge duels» 18:00 uur | Estland                            | 2 – 0 | Andorra | A. Le Coq Arena, Tallinn Toeschouwers: 3.500 Scheidsrechter: Attila Juhos (HUN) |
| 7 juni EK-kwalificatie № 250 «onderlinge duels» 18:00 uur | Teet Allas 22' Kristen Viikmäe 31' |       |         | A. Le Coq Arena, Tallinn Toeschouwers: 3.500 Scheidsrechter: Attila Juhos (HUN) |

|                                                            |         |                |         |                                                                                |
| 11 juni EK-kwalificatie № 251 «onderlinge duels» 18:00 uur | Estland | 0 – 1          | Kroatië | A. Le Coq Arena, Tallinn Toeschouwers: 6.100 Scheidsrechter: Alain Hamer (LUX) |
| 11 juni EK-kwalificatie № 251 «onderlinge duels» 18:00 uur |         | 76' Niko Kovac |         | A. Le Coq Arena, Tallinn Toeschouwers: 6.100 Scheidsrechter: Alain Hamer (LUX) |

|                                                      |                  |       | |                                                                                       |
| 3 juli Baltic Cup № 252 «onderlinge duels» 17:00 uur | Estland          | 1 – 5 | Litouwen | Valga keskstaadion, Valga Toeschouwers: 1.500 Scheidsrechter: Martin Ingvarsson (SWE) |
| 3 juli Baltic Cup № 252 «onderlinge duels» 17:00 uur | Jaanus Sirel 57' |       | 39' Igoris Morinas 45' Deividas Česnauskis 72' Andrius Velička 84' Marius Bezykornovas 90' Edgaras Česnauskis | Valga keskstaadion, Valga Toeschouwers: 1.500 Scheidsrechter: Martin Ingvarsson (SWE) |

|                                                      |         |       |         |                                                                                      |
| 5 juli Baltic Cup № 253 «onderlinge duels» 20:30 uur | Estland | 0 – 0 | Letland | A. Le Coq Arena, Tallinn Toeschouwers: 1.000 Scheidsrechter: Martin Ingvarsson (SWE) |
| 5 juli Baltic Cup № 253 «onderlinge duels» 20:30 uur |         |       |         | A. Le Coq Arena, Tallinn Toeschouwers: 1.000 Scheidsrechter: Martin Ingvarsson (SWE) |

|                                                                  |                   |       |                                              |                                                                                       |
| 20 augustus Vriendschappelijk № 254 «onderlinge duels» 19:30 uur | Estland           | 1 – 2 | Polen                                        | A. Le Coq Arena, Tallinn Toeschouwers: 4.500 Scheidsrechter: Stefan Johannesson (SWE) |
| 20 augustus Vriendschappelijk № 254 «onderlinge duels» 19:30 uur | Marek Lemsalu 90' |       | 51' Radosław Sobolewski 89' Artur Wichniarek | A. Le Coq Arena, Tallinn Toeschouwers: 4.500 Scheidsrechter: Stefan Johannesson (SWE) |

|                                                                |                                        |       |         |                                                                                         |
| 6 september EK-kwalificatie № 255 «onderlinge duels» 17:00 uur | Bulgarije                              | 2 – 0 | Estland | Vasil Levski Stadion, Sofia Toeschouwers: 25.128 Scheidsrechter: Franz-Xaver Wack (GER) |
| 6 september EK-kwalificatie № 255 «onderlinge duels» 17:00 uur | Martin Petrov 16' Dimitar Berbatov 66' |       |         | Vasil Levski Stadion, Sofia Toeschouwers: 25.128 Scheidsrechter: Franz-Xaver Wack (GER) |

|                                                               |                                           |       |         |                                                                                 |
| 11 oktober EK-kwalificatie № 256 «onderlinge duels» 20:15 uur | België                                    | 2 – 0 | Estland | Stade Sclessin, Luik Toeschouwers: 20.000 Scheidsrechter: Massimo Busacca (SUI) |
| 11 oktober EK-kwalificatie № 256 «onderlinge duels» 20:15 uur | Raio Piiroja 44' (e.d.) Thomas Buffel 60' |       |         | Stade Sclessin, Luik Toeschouwers: 20.000 Scheidsrechter: Massimo Busacca (SUI) |

|                                                                  |                                  |       |         |                                                                                      |
| 15 november Vriendschappelijk № 257 «onderlinge duels» 18:00 uur | Albanië                          | 2 – 0 | Estland | Qemal Stafastadion, Tirana Toeschouwers: 5.000 Scheidsrechter: Georgios Douros (GRE) |
| 15 november Vriendschappelijk № 257 «onderlinge duels» 18:00 uur | Adrian Aliaj 26' Alban Bushi 81' |       |         | Qemal Stafastadion, Tirana Toeschouwers: 5.000 Scheidsrechter: Georgios Douros (GRE) |

|                                                                  |           |                  |         |                                                                                    |
| 19 november Vriendschappelijk № 258 «onderlinge duels» 17:00 uur | Hongarije | 0 – 1            | Estland | Stadion Üllői út, Boedapest Toeschouwers: 5.000 Scheidsrechter: Milan Šedivý (CZE) |
| 19 november Vriendschappelijk № 258 «onderlinge duels» 17:00 uur |           | 86' Meelis Rooba |         | Stadion Üllői út, Boedapest Toeschouwers: 5.000 Scheidsrechter: Milan Šedivý (CZE) |

|                                                        |                 |       |                          |                                                                                               |
| 17 december Vriendschappelijk № 259 «onderlinge duels» | Saoedi-Arabië   | 1 – 1 | Estland                  | Prins Mohamed bin Fahd Stadion, Dammam Toeschouwers: — Scheidsrechter: Omar Al-Mehannah (KSA) |
| 17 december Vriendschappelijk № 259 «onderlinge duels» | Redha Tukar 28' |       | 41' Vjatšeslav Zahovaiko | Prins Mohamed bin Fahd Stadion, Dammam Toeschouwers: — Scheidsrechter: Omar Al-Mehannah (KSA) |

|                                                        |                                                             |       |                     | |
| 20 december Vriendschappelijk № 260 «onderlinge duels» | Oman                                                        | 3 – 1 | Estland             | Sultan Qaboos Sports Complex, Muscat Toeschouwers: 1.200 Scheidsrechter: Abdullah Al-Harrasi (OMA) |
| 20 december Vriendschappelijk № 260 «onderlinge duels» | Martin Kaalma 6' (e.d.) Hashim Saleh 72' Hani Al-Dhabat 80' |       | 45' Indrek Zelinski | Sultan Qaboos Sports Complex, Muscat Toeschouwers: 1.200 Scheidsrechter: Abdullah Al-Harrasi (OMA) |

## FIFA-wereldranglijst
| JAN | FEB | MAR | APR | MEI | JUN | JUL | AUG | SEP | OKT | NOV | DEC |
| --- | --- | --- | --- | --- | --- | --- | --- | --- | --- | --- | --- |
| 62  | 62  | 65  | 65  | 61  | 62  | 62  | 61  | 65  | 73  | 73  | 68  |

## Hõbepall
Sinds 1995 reiken Estische voetbaljournalisten, verenigd in de Eesti Jalgpalliajakirjanike Klubi, jaarlijks een prijs uit aan een speler van de nationale ploeg die het mooiste doelpunt maakt. In het negende jaar ging de Zilveren Bal (Hõbepall) opnieuw naar aanvaller Indrek Zelinski voor zijn treffer in het duel tegen Andorra, gemaakt op 30 april. Zelinski won de prijs eerder in 2000.

## Statistieken
| Mart Poom            | 1972-02-03 | Sunderland          | 11 | 0  | 0 | 97 | 0  |
| Martin Kaalma        | 1977-04-14 | FC Flora Tallinn    | 2  | 0  | 0 | 25 | 0  |
| Pavel Londa          | 1980-05-14 | FC Valga            | 2  | 0  | 0 |    |    |
| Sergei Pareiko       | 1977-01-31 | Rotor Volgograd     | 2  | 0  | 0 |    |    |
| Verdediging          |            |                     |    |    |   |    |    |
| Teet Allas           | 1977-06-02 | FC Flora Tallinn    | 12 | 1  | 1 |    |    |
| Andrei Stepanov      | 1979-03-16 | FC Flora Tallinn    | 11 | 1  | 0 | 43 | 0  |
| Urmas Rooba          | 1978-07-08 | FC Kopenhagen       | 9  | 1  | 1 |    |    |
| Enar Jääger          | 1984-11-18 | FC Flora Tallinn    | 9  | 0  | 0 |    |    |
| Raio Piiroja         | 1979-07-11 | Vålerenga IF        | 7  | 1  | 0 |    |    |
| Erko Saviauk         | 1977-10-20 | FC Flora Tallinn    | 5  | 1  | 0 |    |    |
| Marek Lemsalu        | 1972-11-24 | Bryne FK            | 4  | 2  | 1 |    |    |
| Ragnar Klavan        | 1985-10-30 | FC Flora Tallinn    | 3  | 2  | 0 | 5  | 0  |
| Taavi Rähn           | 1981-05-16 | Volyn Lutsk         | 3  | 1  | 0 |    |    |
| Sergei Hohlov-Simson | 1972-04-22 | Levadia Maardu      | 2  | 0  | 0 |    |    |
| Jaanus Sirel         | 1975-07-29 | JK Tulevik Viljandi | 1  | 0  | 1 | 1  | 1  |
| Dmitri Kulikov       | 1977-09-23 | Levadia Maardu      | 1  | 0  | 0 | 1  | 0  |
| Middenveld           |            |                     |    |    |   |    |    |
| Marko Kristal        | 1973-06-02 | FC Flora Tallinn    | 15 | 1  | 0 |    |    |
| Meelis Rooba         | 1977-04-20 | FC Flora Tallinn    | 10 | 3  | 0 |    |    |
| Sergei Terehhov      | 1975-04-18 | FC Haka             | 9  | 3  | 0 |    |    |
| Joel Lindpere        | 1981-10-05 | FC Flora Tallinn    | 7  | 5  | 0 |    |    |
| Kert Haavistu        | 1980-01-18 | FC Flora Tallinn    | 7  | 4  | 0 |    |    |
| Martin Reim          | 1971-05-14 | FC Flora Tallinn    | 7  | 1  | 0 |    |    |
| Ott Reinumäe         | 1984-04-20 | FC Flora Tallinn    | 6  | 10 | 0 | 16 | 0  |
| Liivo Leetma         | 1977-01-20 | TVMK Tallinn        | 6  | 2  | 0 |    |    |
| Maksim Smirnov       | 1979-12-28 | TVMK Tallinn        | 2  | 1  | 0 |    |    |
| Aanval               |            |                     |    |    |   |    |    |
| Kristen Viikmäe      | 1979-02-10 | FC Flora Tallinn    | 10 | 3  | 1 |    |    |
| Indrek Zelinski      | 1974-11-13 | Frem Kopenhagen     | 9  | 2  | 3 | 99 | 26 |
| Vjatšeslav Zahovaiko | 1981-12-29 | FC Flora Tallinn    | 7  | 5  | 2 | 12 | 2  |
| Andres Oper          | 1977-11-07 | Torpedo Moskou      | 5  | 1  | 2 |    |    |
| Aleksander Saharov   | 1982-04-22 | FC Flora Tallinn    | 3  | 2  | 0 |    |    |
| Dmitri Ustritski     | 1975-05-08 | FC Valga            | 0  | 2  | 0 |    |    |
| Ingemar Teever       | 1983-02-24 | TVMK Tallinn        | 0  | 1  | 0 | 1  | 0  |

EJL · A-internationals · Bondscoaches · Statistieken · Estisch vrouwenelftal · Olympisch elftal · Estland U21 · Estland U20 · Estland U19 · Estland U18 · Estland U17 · Estland U16
1920 – 1929 ·
1930 – 1939 ·
1940 – 1949 ·
1950 – 1990 · 
1990 – 1999 ·
2000 – 2009 ·
2010 – 2019 ·
2020 − 2029
OS 1924
1920 ·
1921 ·
1922 ·
1923 ·
1924 ·
1925 ·
1926 ·
1927 ·
1928 ·
1929 · 
1930 · 
1931 · 
1932 · 
1933 · 
1934 · 
1935 · 
1936 · 
1937 · 
1938 · 
1939 · 
1940 · 
1941 · 
1942 · 
1943 · 1944 · 
1945 · 
1946 · 
1947 · 
1948 · 
1949 · 
1950 – 1990 · 
1991 · 
1992 · 
1993 · 
1994 · 
1995 · 
1996 · 
1997 · 
1998 · 
1999 · 
2000 · 
2001 · 
2002 · 
2003 · 
2004 · 
2005 · 
2006 · 
2007 · 
2008 · 
2009 · 
2010 · 
2011 · 
2012 · 
2013 · 
2014 · 
2015 · 
2016 ·
2017 ·
2018 ·
2019 ·
2020
Albanië ·
Andorra ·
Angola ·
Antigua en Barbuda ·
Argentinië ·
Armenië ·
Azerbeidzjan ·
België ·
Bosnië-Herzegovina ·
Brazilië ·
Bulgarije ·
Canada ·
Chili ·
China ·
Cyprus ·
Denemarken ·
Duitsland ·
Ecuador ·
Egypte ·
El Salvador ·
Engeland ·
Equatoriaal-Guinea ·
Faeröer ·
Fiji ·
Filipijnen ·
Finland ·
Frankrijk ·
Georgië · 
Gibraltar ·
Griekenland ·
Hongarije ·
Hongkong ·
Ierland ·
IJsland ·
Indonesië ·
Irak ·
Israël ·
Italië ·
Jordanië ·
Kazachstan ·
Kirgizië ·
Kroatië ·
Letland ·
Libanon ·
Liechtenstein ·
Litouwen ·
Luxemburg ·
Malta ·
Marokko ·
Mexico ·
Moldavië ·
Montenegro ·
Nederland ·
Nieuw-Caledonië ·
Nieuw-Zeeland ·
Noord-Ierland ·
Noord-Macedonië ·
Noorwegen ·
Oekraïne ·
Oezbekistan ·
Oman ·
Oostenrijk ·
Polen ·
Portugal ·
Qatar ·
Roemenië ·
Rusland ·
Saint Kitts en Nevis ·
San Marino ·
Saoedi-Arabië ·
Schotland ·
Servië ·
Slovenië ·
Slowakije · 
Spanje ·
Tadzjikistan ·
Thailand ·
Trinidad en Tobago ·
Tsjechië ·
Turkije ·
Turkmenistan ·
Uruguay ·
Vanuatu ·
Venezuela ·
Verenigde Arabische Emiraten ·
Verenigde Staten ·
Vietnam ·
Wales ·
Wit-Rusland ·
Zweden ·
Zwitserland